# Oxford (Iowa)
Oxford és una població dels Estats Units a l'estat d'Iowa. Segons el cens del 2000 tenia 705 habitants.

## Demografia
Segons el cens del 2000, Oxford tenia 705 habitants, 279 habitatges, i 189 famílies. La densitat de població era de 523,5 habitants/km².
Dels 279 habitatges en un 34,1% hi vivien nens de menys de 18 anys, en un 54,8% hi vivien parelles casades, en un 8,6% dones solteres, i en un 31,9% no eren unitats familiars. En el 28% dels habitatges hi vivien persones soles el 10% de les quals corresponia a persones de 65 anys o més que vivien soles. El nombre mitjà de persones vivint en cada habitatge era de 2,53 i el nombre mitjà de persones que vivien en cada família era de 3,09.
Per edats la població es repartia de la següent manera: un 27,8% tenia menys de 18 anys, un 7,5% entre 18 i 24, un 30,9% entre 25 i 44, un 22,1% de 45 a 60 i un 11,6% 65 anys o més.
L'edat mediana era de 36 anys. Per cada 100 dones de 18 o més anys hi havia 93,5 homes.
La renda mediana per habitatge era de 37.292 $ i la renda mediana per família de 48.750 $. Els homes tenien una renda mediana de 31.029 $ mentre que les dones 27.500 $. La renda per capita de la població era de 18.335 $. Entorn del 3,2% de les famílies i el 3,6% de la població estaven per davall del llindar de pobresa.

## Poblacions més properes
El següent diagrama mostra les poblacions més properes.